# 马奕
马奕（1927年—2014年2月26日），辽宁鞍山人，中国戏剧家。
1949年，随民间剧团来到武汉，出演话剧《夜店》，被导演崔嵬介绍进入中原大学文艺学院，后成为中南人民艺术剧院（武汉人民艺术剧院前身）演员。出演了《悲壮的颂歌》、《扬子江边》、《锦绣花巾》、《日出》、《青春之歌》、《孔雀胆》、《万水千山》、《向警予》、《西安事变》、《宋庆龄和她的姐妹们》、《人生一台戏》等100多部话剧以及《逆风千里》等影视作品。2014年去世。